# Olešná (Pelhřimov)
Olešná é uma comuna checa localizada na região de Vysočina, distrito de Pelhřimov.